# Kostenec (stacja kolejowa)
Kostenec (bułg. Железопътна гара Костенец) – stacja kolejowa w miejscowości Kostenec, w obwodzie sofijskim, w Bułgarii. Znajduje się na ważnej magistrali kolejowej Sofia – Płowdiw. 
Na stacji zatrzymują się wszystkie pociągi osobowe i ekspresowe, kursujące do  lub z głównego dworca kolejowego w Sofii.

## Linie kolejowe
- Sofia – Płowdiw[2]